# قورچی‌باشی (خمین)
قورچی‌باشی شهری است در بخش کمره شهرستان خمین استان مرکزی ایران.
این شهر تا شهر خمین ۱۸ کیلومتر فاصله دارد.
در قدیم گروهی از ساکنان قورچی‌باشی را ترکان  تشکیل می‌دادند.

## نامگذاری
- قورچی‌باشی از مقامات نظامی ایران در دوره صفویه و قبل از آن می‌باشد که پس از وزیر اعظم، بالاترین جایگاه نظامی را داشته‌است.[۳]
- قورچی‌باشی واژه‌ای ترکی است که از دو جزء «قور» به معنی سلاح و «چی» (علامت فاعلی) و «باش» به معنی سر و «ی» (حرف اضافه) ترکیب شده‌است.[۳]
- به نقل از ولادیمیر مینورسکی تلفظ صحیح «قورچی» در زبان مغولی به صورت «کورچی» می‌باشد که به معنی تیرانداز یا کماندار و از ریشه «کر» به معنی ترکش‌دار است. جزء دوم لغت که همانا «باش» می‌باشد نیز ترکی و به معنی سر و رئیس است. ترکیب این دو جزء حاوی مفهوم سر همچو قزلباش یا سرخ سر و رأس جماعت است که معنی آن می‌شود رئیس کمانداران یا سرپرست غلامان تیرانداز. به احتمال زیاد یکی از قورچی‌باشی‌یان آنجا را بنیان نهاده‌است.[۳]

## شهرسازی
این شهردرسال ۱۳۶۲ از تجمیع دوروستای قورچی باشی وسیبک تبدیل به شهر شد؛ و بسیار سریع چهره  روستایی خود را با عبور راه خمین به شازند از روستا از دست داد و به شهری کوچک تبدیل شد در سال ۱۳۸۶ ساکنان آن از شبکه گاز خانگی بهره‌مند گردیدند و ساخت میدان بزرگ امام، بلوار امام وبیش ۳خیابان جدید، آسفالت کوچه‌ها، ساخت دوپارک از اقدامات مهم این شهر است. پمپ بنزین، سالن ورزشی، کتابخانه‌ای عمومی، کانون پرورش فکری، مرکز قرآنی، ساختمان جدید شهرداری وبخشداری، خانه عالم، اینترنت پرسرعت وشبکه ایرانسل در دو سال اخیر افتتاح شده و پایگاه مقاومت، بازسازی گلزار شهدا، دوبانده شدن محور خمین قورچی باشی، طرح آبرسانی جدید، زمینی شدن شبکه مخابرات در حال اجرا می‌باشد. همچنین کانون بانوان، زمین چمن، دانشگاه آزاد، نمایندگی ادارات، مسکن مهر، شبانه‌روزی شدن درمانگاه، گورستان جدید، نوسازی مدارس راهنمایی ومتوسطه دخترانه، ایستگاه امداد جاده ای،طرح فاضلاب شهری در حال پیگیری می‌باشد.